# 트렌턴 전투
트렌턴 전투(Battle of Trenton)는 미국 독립 전쟁 중 1776년 12월 26일에 뉴저지 트렌턴에서 벌어진 미국 대륙군과 독일 용병 부대로 구성된 영국군의 전투이다. 델라웨어강 건너편으로 철수했던 조지 워싱턴 장군이 이끄는 대륙군이 악천후 속에서 위험한 도하를 하여 트렌턴에 주둔하고 있던 독일 용병 부대의 주력을 타격을 했다. 전투 자체는 단시간에 끝났으며, 대륙군은 손실을 대부분 입지 않은 반면, 독일 용병 부대의 거의 모든 병력이 포로로 잡혔다. 이 전투의 결과, 위축된 대륙군의 사기는 올라갔으며, 다시 징병도 쉬워졌다.
대륙군은 그때까지 뉴욕에서 몇 번이고 패배를 했으며, 뉴저지를 빠져나와 펜실베이니아까지의 철수를 할 수 밖에 없었다. 군대의 사기는 떨어졌으며, 이를 만회하기 위해서는 적극적인 작전을 벌일 필요성을 절감했던 총사령관 워싱턴은 크리스마스 밤에 델라웨어강을 건너 독일 용병 부대를 포위하는 전략을 고안했다.
강은 에일 듯 차가웠으며, 도하도 위험한 상태였다. 세 개로 나눈 부대 중 2개는 도하를 하지 못했고, 워싱턴은 2,400명의 부대만으로 공격에 나섰다. 대륙군은 도하 지점에서 14 km 남쪽으로 행군하여 트렌턴으로 향했다. 여기서 독일 용병부대는 방심하다가 패했다고 잘못 알려져있지만 사실은 며칠전부터 공격을 예상했다. 또한 워싱턴의 부대가 도하하는 것을 보고 준비를 하고 맞섰지만 중과부적으로 패했다. 훗날 독일군은 군법으로 장교들을 처벌하지만 처벌한 이유는 "싸우지 못해서"가 아니라 왜 뻔히 패배할수 밖에 없는 상황에 후퇴를 하지 않았냐는 이유였다.
이 전투 자체는 소규모였지만 식민지 땅에서 큰 영향을 미치게 되었다. 불과 일주일 전에는 혁명 자체가 의심되었으며, 군대는 붕괴 직전에 있는 것처럼 보였다. 그러나 이 전투에서 승리하면서 병사들은 군대에 머물게 되었으며, 신병도 모집되고 있었다.

## 배경
이 전투 전까지 미합중국의 사기는 매우 낮았다. 대륙군은 영국군과 독일 용병 연합 부대에 쫓겨 뉴욕에서 뉴저지를 넘어 철수를 할 수 밖에 없었다. 롱아일랜드 전투 시에 있던 대륙군 병사의 90%가 이탈한 상태였다. 독립의 대의를 잃어버린 이들은 탈주를 했다. 대륙군 총사령관의 워싱턴조차도 의구심을 가지고 있었다. 워싱턴은 버지니아의 사촌에게 보내는 편지에서, “사냥감은 바로 근처에 있다고 생각한다”고 편지를 보냈다. 뉴저지 서쪽 당시 작은 마을이었던 트렌턴은 요한 랠 대령이 이끄는 독일 용병 부대 3개 연대, 1,400여명으로 점거하고 있었다. 그에 반해 워싱턴 군은 2,400명이었다. 나대니얼 그린 소장, 헨리 녹스 준장과 존 설리번 소장이 워싱턴을 보좌했다.

## 전초전

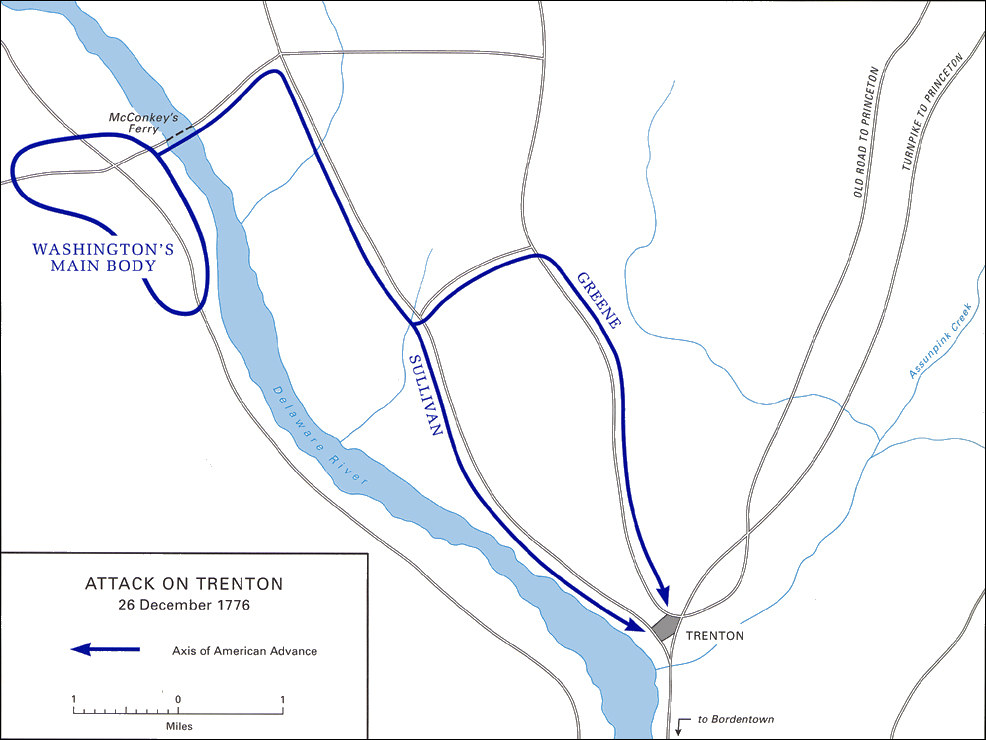
워싱턴이 이끄는 기습공격 계획

대륙군의 작전은 세 방향에서 동시에 합동 공격을 가하는 것이었다. 존 캐드월더 장군이 뉴저지 보어든타운에서 영국 수비대에게 양동 공격을 해서, 원군을 보내지 못하도록 하기 위한 것이었다. 제임스 유잉 장군이 700명의 민병대를 이끌고 도하하여, 트렌턴 나루터에 도착하여 아순핑크 크릭에 다리를 확보하면 적의 퇴로를 막을 수 있는 것이었다. 공격 주력 부대는 2,400명이며, 트렌턴의 북쪽 14km에서 델라웨어강을 건너 두 부대로 나눠, 한 부대는 그린이, 또 한 부대는 설리번이 이끌고 새벽 전의 공격을 가하기로 하였다. 설리번 부대는 도시의 남쪽에서, 그린은 북쪽에서 공격하는 것으로 계획을 잡았다. 이 책략의 성공 여부에 따라서, 미합중국군은 뉴저지 프린스턴과 뉴브런즈윅에 대한 공격을 보조할 수 있을 것이었다.

## 같이 보기
- 미국 독립 전쟁
- 베닝턴 전투
- 프린스턴 전투
- 애순핑크 크릭 전투
- 새러토가 전투
- 미국 독립 전쟁의 전투 목록